# 니카레

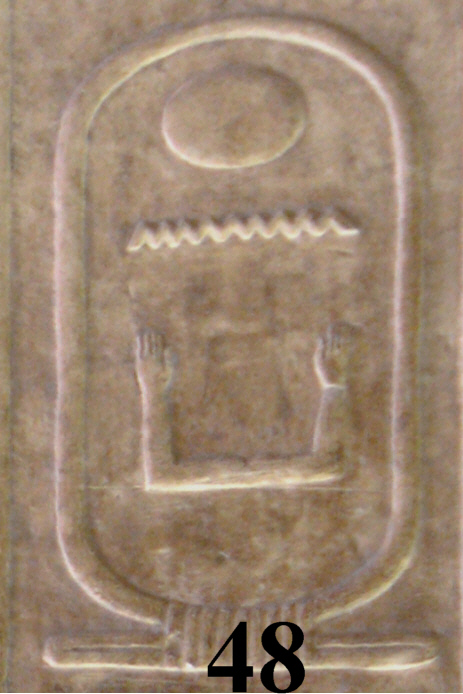

니카레(Nikare) 혹은 니카레 1세(Nikare I)는 이집트 제1중간기의 파라오로, '영혼에 거하시는 레'라는 뜻이다. 아비도스 왕 목록에만 등장한다.
| 전임 네페르카민 ? | 이집트 제7왕조의 파라오 ? | 후임 네페르카레 테레루 ? |